# Death Rally
Death Rally ist ein Rennspiel, das von Remedy Entertainment entwickelt, von Apogee Software veröffentlicht und von GT Interactive vertrieben wurde.

## Gameplay
Der Spieler steuert sein bewaffnetes Auto aus der Vogelperspektive über Rundkurse. Mit gewonnenen Preisgeldern kann das Vehikel aufgerüstet werden, sowohl die Leistung als auch den Schutz gegen Angriffe. In dem Schwarzmarkt können zusätzliche Waffen und Booster gekauft werden, die das Fahren leichter machen und für Abwechslung auf der Rennstrecke sorgen.

## Entwicklung
Das Spiel wurde größtenteils in Watcom C mit geringen Anteilen von Assembler geschrieben. Unterstützt wurden Auflösungen von 320×200 (CGA) bis 640×480 (VGA) mit 8-Bit-Farbpalette, wobei Effekte durch Wechsel der Palette innerhalb der Sprites realisiert wurden. Während der Entwicklung hieß das Spiel HiSpeed, zur Betaphase wurde es Death Race getauft und schlussendlich als Death Rally veröffentlicht. 2009 wurde es von Remedy Games als Freeware veröffentlicht. Hierfür wurde das Spiel von einem Enthusiasten mithilfe der SDL-Bibliotheken auf Windows portiert. 2020 veröffentlichte Remedy anlässlich eines Firmenjubiläums eine erneut überarbeitete Version ihres Erstlingswerkes auf Steam.

## Rezeption
Für PC Player handelt es sich um ein kurzweiliges Spiel ähnlich der Micro Machines Spieleserie. Dem Spiel fehlt die Ernsthaftigkeit was den Gewaltgrad wiederum relativiert. PowerPlay bewertete die Grafik zwar als bereits veraltet, das Gameplay als wenig innovativ und bemerkte einen geringen Umfang des Spiels. Man hielt jedoch zugute, dass der Fokus auf das eingängige Spielprinzip aus Streckenbeherrschung und Gegnereliminierung gut funktioniere.